# Lido degli Scacchi
Lido degli Scacchi (I Scàch nel dialetto locale) è una località balneare della provincia di Ferrara appartenente ai sette Lidi di Comacchio. L'8 agosto di tutti gli anni si celebra la festa per ricordare la sua fondazione, insieme al Lido di Pomposa, ad opera di Riccardo Rocca.

## Storia
Il Lido degli Scacchi ha avuto il suo sviluppo urbanistico con il boom economico degli anni sessanta come gli altri lidi recenti.
L'agglomerato adiacente alla strada panoramica Acciaioli, in passato, denominato borgo Scacchi, risale al XVI secolo. Sul finire dell'anno 1509 la Repubblica di Venezia tentò di bloccare l'espansione degli Este con un attacco fluviale contro il Ducato di Ferrara. Nei pressi di Polesella, sulle rive del Po, le artiglierie di Alfonso I d'Este attesero la flotta veneziana ed approfittando del livello giusto delle acque affondarono la maggior parte delle imbarcazioni. Vennero impiegati cannoni, colubrine, spingarde e archibugi. In seguito alla vittoria, un artigliere polesano fedele al duca Alfonso I che portava il cognome Arveda, fu nominato cavaliere "degli Scacchi", probabilmente in onore della sua efficace strategia adottata nel disporre le artiglierie. In merito a ciò gli fu donato un terreno boschivo (l'antico Bosco Eliceo) compreso tra il borgo della Fontana (poi San Giuseppe) e Magnavacca. In quest'area sorse il primo nucleo abitativo e tutt'attorno si sviluppò una vasta area coltivata a vigneti in cui si produsse a lungo il Bosco Eliceo DOC.